# Бетанкур, Жан де
Барон Жан IV де Бетанкур или Бетенкур (фр. Jean de Béthencourt; 1362 год, Гренвиль-ла-Тентюрьер — 1425 год, там же) — французский мореплаватель начала эпохи Великих географических открытий; завоеватель, покоривший Канарские острова (1402—1405 годы) и объявивший себя королём, вассалом короля Кастилии, Энрике III; нормандский дворянин, сеньор Гренвиль-ля-Тентюрьер, Сен Мартен ле Гаяр, Сен-Сер, Ленкур, Бивиль, ле Гран Кенэ и Аклё.

## Происхождение
Жан де Бетанкур, барон Сен-Мартен-Ле-Гайар, родился в замке Гранвиль-ля-Теньтюрьер, провинция Нормандия, в семье барона Жана III де Бетанкура и Марии де Бракемон.
Представитель нормандского рода Бетанкур. Легендарным родоначальником рода был Сьёр де Бюттекур, соратник герцога Нормандии Вильгельма Завоевателя, который участвовал в завоевании нормандцами Англии и погиб в битве при Гастингсе в 1066 году. Другой предок, Жан де Бетанкур, был участником Первого крестового похода (1096—1099).
Его прадед Жан I де Бетанкур (ок. 1275 — до 1337), сеньор де Бетанкур и де Сен-Венсан-де-Рувр, дед Жан II де Бетанкур (ок. 1310—1357), и отец Жан III де Бетанкур (ок. 1339—1364), участвовали на стороне Франции в Столетней войне с Англией.
В марте 1364 года Жан III де Бетанкур, отец Жана, сражавшийся под командованием Бертрана Дюгеклена, погиб в битве при Кошереле с королем Наварры Карлом Злым. После гибели своего отца несовершеннолетний Жан IV де Бетанкур унаследовал родовые замки и владения в Нормандии. В 1365 году замок Гренвиль был снесен.

## Биография
Жан де Бетанкур сделал блестящую политическую карьеру. В 1377 году 15-летний Жан де Бетанкур поступил на службу к Людовику I, герцогу Анжуйскому, одного из регентов в период несовершеннолетия короля Франции Карла VI Безумного, получив должность хлебодара (заведующего кладовыми). С 1387 года Бетанкур находился при дворе герцога Людовика Туренского (Орлеанского), младшего брата короля Карла VI. С 1387 по 1391 год он занимал пост мажордома (управляющего) двора герцога Людовика Орлеанского, также получил звания королевского хлебодара и оруженосца. В 1387 году король Франции Карл VI дал разрешение на восстановление замка в Гренвиле. В 1395 году Жан де Бетанкур занимал должность камергера короля. В 1390 году Жан де Бетанкур участвовал в неудачном крестовом походе под предводительством герцога Людовика де Бурбона на североафриканскую крепость Махдия в Тунисе.
В 1392 году Жан де Бетанкур женился в Париже на Жанне де Файель, дочери Гийома де Файеля и Маргариты де Шатийон. У супругов не было детей.

## Экспедиция
Корабль — с пятьюдесятью моряками под командованием Бетанкура и Гадифера де Ла Салль — вышел из французского порта Ла-Рошель 1 мая 1402 года и взял курс на Канарский архипелаг, к тому времени открытый португальскими мореплавателями, но подаренный в 1344 году папой Клементом VI испанской Кастилии.
В июле 1402 года экипаж высадился на острове Грасьоса, а затем на втором — Лансароте. После переговоров с местным правителем, на острове был выстроен форт Рубикон. На третьем острове — соседнем Фуэртевентура — европейцы столкнулись с враждебностью местного населения. Обратившись за помощью к кастильскому королю Энрике III (1390—1406), полученную в обмен на признание его сюзеренитета над Канарами, Жану де Бетанкуру удалось в феврале 1404 года подчинить Лансароте, а в январе 1405 года — Фуэртевентуру, и обратить туземцев в католическую веру.
В мае 1405 года прибыла первая партия переселенцев из Нормандии, и началась колонизация двух покорённых островов, а в октябре 1405 года были основаны колонии ещё на двух островах в западной части архипелага — Пальме и Иерро.
Жан де Бетанкур покинул Канары в декабре 1405 года, оставив управителем четырёх островов своего родственника Масио де Бетанкура (1385—1454), и больше уже туда не возвращался.

## Последние годы
В конце декабря 1405 года Жан де Бетанкур прибыл в Кастилию, где в Вальядолиде предстал перед королем Энрике III. В январе 1406 года барон посетил Рим, где был принят папой римским Иннокентием VII. В апреле 1406 года Жан де Бетанкур вернулся в Нормандию.
В 1415 году возобновилась Столетняя война между Англией и Францией. Французы потерпели сокрушительное поражение в битве при Азенкуре. В 1417—1419 годах король Англии Генрих V завоевал Нормандию. В мае 1419 года барон Жан де Бетанкур принес вассальную присягу на верность английскому королю Генриху V, чтобы избежать конфискации своих нормандских владений.
В конце 1418 года Масио де Бетанкур, племянник и преемник Жана де Бетанкура, продал сеньорию на Канарских островах кастильскому аристократу Энрике Пересу де Гусману, 2-му графу де Ньебла, сохранив за собой должность вице-губернатора островов.
В 1421 году Жан де Бетанкур уступил все свои замки младшему брату Реньо IV «Моро» де Бетанкуру. В 1425 году Жан де Бетанкур скончался. Он был похоронен в своей резиденции, замке Гренвиль-ла-Тентюрьер. Его преемником стал его младший брат, Реньо де Бетанкур (ок. 1364 — ок. 1443), мажордом герцога Бургундии Жана Бесстрашного. От Реньо вели своё происхождение все последующие Бетанкуры.

## Знаменитые потомки

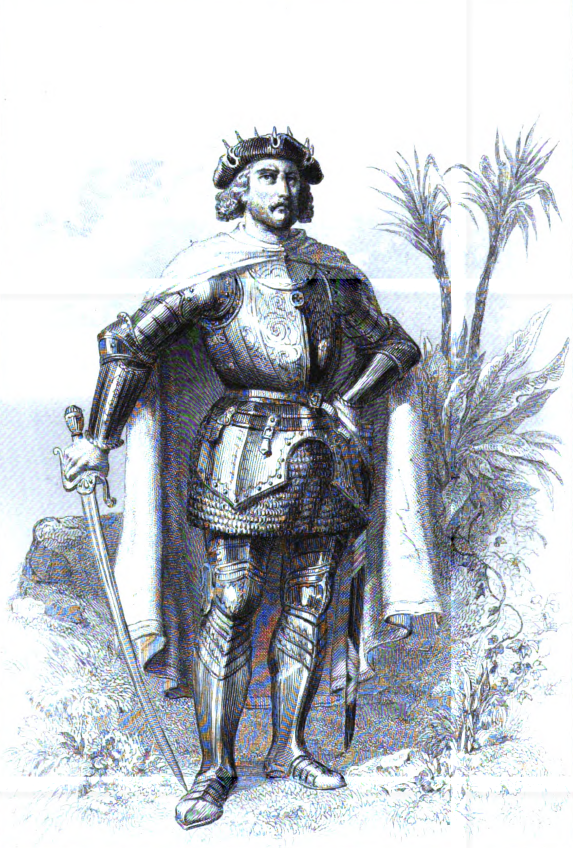
Жан де Бетанкур на иллюстрации из книги Леона Герена «Французские мореплаватели», 1846

- Августин Бетанкур (1758—1824) — российский государственный деятель, инженер-механик и строитель испанского происхождения.
- Габриэль Бетанкур (1918—2002), отец Ингрид Бетанкур.
- Андре Бетанкур (1919—2007) — французский политик, муж Лилиан Беттанкур, владелицы «Л’Ореаль».